# カール・ブラウン (バスケットボール)
カール・オーガスト・ブラウン・ジュニア (Carl August Braun Jr., 1927年9月25日 - 2010年2月10日) は、アメリカ合衆国の元プロバスケットボール選手、指導者。身長196cm、体重81kg。ポジションはガード。1950年代にNBAのニューヨーク・ニックスで活躍し、2019年に殿堂入りを果たした。

## 経歴
ニューヨーク州ブルックリンで生れたブラウンは、コルゲート大学でプレーした後、1947年にBAAのニューヨーク・ニックスに入団した。1年目から当時の新記録となる1試合47得点を記録するなど活躍し、オールBAA2ndチームに選ばれた。その後1950年から1952年までは軍の招集のためプレーしなかった。
1952-53シーズンに復帰すると、この年から5年連続でオールスターに選出された。同年、チームはファイナルに進出したがミネアポリス・レイカーズに敗れた。翌1953-54シーズンは平均14.8得点の成績でオールNBA2ndチーム入りを果たした。
ブラウンは1959-60シーズン途中に選手兼任でニックスのヘッドコーチに就任し、翌1960-61シーズンまで務めた。コーチとしての成績は40勝87敗、勝率.315であった。
1961-62シーズン、ブラウンは12シーズン在籍したニックスを離れ、ボストン・セルティックスに移籍した。当時セルティックスはビル・ラッセルを擁して黄金時代を迎えており、この年もファイナルでロサンゼルス・レイカーズを破って4連覇を達成した。ファイナルで2試合に出場したブラウンは念願のチャンピオンリングを獲得し、このシーズン限りで現役を引退した。
BAA及びNBAでの成績は、788試合に出場して通算10,625得点2,892アシスト（平均13.5得点3.7アシスト）であった。
2010年、ブラウンはフロリダ州スチュアートにて82歳で死去した。
2019年、ブラウンのバスケットボール殿堂入りが発表された。

## プレースタイルと業績
ブラウンは1950年代最高のガードの1人とされている。卓越したシュート力を武器に得点を量産し、ニックス時代の最初の7シーズンでチーム首位の平均得点を記録した。ブラウンのツーハンド・セットシュートは打点が高くブロックが困難であり、芸術的と評された。またハンドリングやゲームメイクにも優れた万能型の選手であった。ブラウンを筆頭にディック・マグワイア、ハリー・ギャラティンらを擁したニックスはリーグ随一のオフェンス力を誇ったが、優勝にはあと一歩届かなかった。

## 備考
- ブラウンは1947年と1948年の2年間、ニューヨーク・ヤンキース傘下のマイナーリーグで野球選手としてもプレーした。ポジションは投手で、計35試合に登板した。しかし肩を痛めたため、バスケットボールに集中することになった。
- バスケットボールにおいて、リングに触れることなく成功したシュートを「スウィッシュ (swish)」と表現することがあるが、これはブラウンがウォームアップ中にナイスショットを決めた際しばしば発していた言葉を、スポーツキャスターのマーティ・グリックマンが実況で用いたことで一般に広まったものとされている。

## 個人成績
| dagger | NBAチャンピオン |
| 太字   | キャリアハイ    |

### レギュラーシーズン
| Season   | Team     | GP  | MPG  | FG%  | FT%   | RPG | APG | PPG  |
| -------- | -------- | --- | ---- | ---- | ----- | --- | --- | ---- |
| 1947-48  | NYK      | 47  | –    | .323 | .650  | –   | 1.3 | 14.3 |
| 1948-49  | NYK      | 57  | –    | .330 | .760  | –   | 3.0 | 14.2 |
| 1949-50  | NYK      | 67  | –    | .364 | .762  | –   | 3.7 | 15.4 |
| 1952-53  | NYK      | 70  | 33.1 | .400 | .825  | 3.3 | 3.5 | 14.0 |
| 1953-54  | NYK      | 72  | 33.0 | .400 | .825  | 3.4 | 2.9 | 14.8 |
| 1954-55  | NYK      | 71  | 34.9 | .388 | .801  | 4.2 | 3.9 | 15.1 |
| 1955-56  | NYK      | 72  | 32.2 | .372 | .838  | 3.6 | 4.1 | 15.4 |
| 1956-57  | NYK      | 72  | 32.6 | .381 | .809  | 3.6 | 3.6 | 13.9 |
| 1957-58  | NYK      | 71  | 34.9 | .418 | .849  | 4.6 | 5.5 | 16.5 |
| 1958-59  | NYK      | 72  | 27.2 | .420 | .826  | 3.5 | 4.8 | 10.5 |
| 1959-60  | NYK      | 54  | 28.0 | .432 | .838  | 3.1 | 5.0 | 12.9 |
| 1960-61  | NYK      | 15  | 14.5 | .468 | .786  | 2.1 | 3.2 | 5.7  |
| 1961-62  | BOS      | 48  | 8.6  | .377 | .741  | 1.0 | 1.5 | 3.7  |
| Career   | Career   | 788 | 29.8 | .383 | .804  | 3.4 | 3.7 | 13.5 |
| All-Star | All-Star | 5   | 18.0 | .481 | 1.000 | 2.5 | 1.6 | 6.0  |

### プレーオフ
| Year   | Team   | GP | MPG  | FG%  | FT%  | RPG | APG | PPG  |
| ------ | ------ | -- | ---- | ---- | ---- | --- | --- | ---- |
| 1948   | NYK    | 3  | –    | .293 | .600 | –   | 0.7 | 10.0 |
| 1949   | NYK    | 6  | –    | .324 | .806 | –   | 3.2 | 19.3 |
| 1950   | NYK    | 5  | –    | .412 | .763 | –   | 3.8 | 17.0 |
| 1953   | NYK    | 11 | 34.0 | .324 | .806 | 4.0 | 2.8 | 13.5 |
| 1954   | NYK    | 4  | 31.3 | .346 | .875 | 3.0 | 2.3 | 17.8 |
| 1955   | NYK    | 3  | 34.3 | .409 | .900 | 4.7 | 5.3 | 18.0 |
| 1959   | NYK    | 2  | 31.0 | .375 | .889 | 2.0 | 5.0 | 16.0 |
| 1962   | BOS    | 6  | 7.0  | .393 | .750 | 1.2 | 0.3 | 4.2  |
| Career | Career | 40 | 27.2 | .350 | .812 | 3.1 | 2.7 | 14.0 |